# Detlef Franke
Detlef Franke (Lüneburg, 24 de noviembre de 1952 – 2 de septiembre de 2007) fue un egiptólogo alemán especializado en el Imperio Medio de Egipto.

## Biografía
Detlef Franke recibió su doctorado en la Universidad de Hamburgo en 1983 con su tesis Altägyptische Verwandtschaftsbezeichnungen im Mittleren Reich (El antiguo reino de Egipto en el Imperio medio). En 1994, y con su trabajo Das Heiligtum des Heqaib auf Elephantine. Geschichte eines Provinzheiligtums im Mittleren Reich (En el santuario de Jekaib de Elefantina. Historia de un santuario provincial del Imperio medio), recibió su habilitación en la Universidad de Heidelberg. En los siguientes años y hasta su muerte, enseñó como conferenciante en esta universidad. A lo largo de su carrera, Detlef Franke investigó mayormente el periodo del Imperio Medio del antiguo Egipto. Su último proyecto fue la creación de un catálogo de las estelas egipcias de ese momento histórico que se encuentran en el Museo Británico.

## Publicaciones
- Altägyptische Verwandtschaftsbezeichnungen im Mittleren Reich (= Hamburger ägyptologische Studien. H. 3). Borg, Hamburg 1983, ISBN 3-921598-13-3 (University of Hamburf, thesis dissertation, 1983).
- Personendaten aus dem Mittleren Reich. (20.–16. Jahrhundert v. Chr.). Dossiers 1–796 (= Ägyptologische Abhandlungen. vol. 41). Otto Harrrassowitz, Wiesbaden 1984, ISBN 3-447-02484-4.
- Zur Chronologie des Mittleren Reiches (12.-18. Dynastie) Teil 1 : Die 12. Dynastie, in Orientalia 57 (1988)
- Zur Chronologie des Mittleren Reiches. Teil II: Die sogenannte Zweite Zwischenzeit Altägyptens, in Orientalia 57 (1988)
- Das Heiligtum des Heqaib auf Elephantine. Geschichte eines Provinzheiligtums im Mittleren Reich (= Studien zur Archäologie und Geschichte Altägyptens. vol. 9). Heidelberger Orientverlag, Heidelberg 1994, ISBN 3-927552-17-8 (University of Heidelberg, habilitation dissertation, 1991).
- Theben und Memphis – Metropolen in Ägypten. In: Michael Jansen, Bernd Roeck (Hg): Entstehung und Entwicklung von Metropolen (= Veröffentlichungen der Interdisziplinären Arbeitsgruppe Stadtkulturforschung. (VIAS) vol. 4). 2002, (PDF document available online).
- With Marcel Marée (as editor): Egyptian Stelae in the British Museum from the 13th-17th Dynasties: Fascicule I: Descriptions v. I, London 2013, ISBN 978-0714119878